# New Port Richey
New Port Richey – miasto w Stanach Zjednoczonych, w stanie Floryda, w hrabstwie Pasco.